# SY Aurora
O SY Aurora foi um navio a vapor construído pela firma Alexander Stephen & Sons Ltd., de Glasgow, Escócia, em 1876, para a companhia de pesca de focas e baleias Dundee Seal and Whale Fishing Company.

## Baleação
Entre os anos 1876 e 1910, Aurora fez a viagem anual de Dundee, Escócia para St. John's, Terra Nova para participar da caça à baleia e focas no Atlântico Norte. Houve alguns eventos notáveis nesse período. Em 1884, junto com outros baleeiros da área, Aurora fez uma tentativa de resgatar a controversa Expedição Greely, e seu capitão, James Fairweather ajudou com um reparo no navio de socorro americano Bear. Em 1891, o navio veio em socorro da tripulação do Polynia quando foi esmagado no gelo marinho.

## Expedição Antártica Australasiana
Em 1910, foi comprado pelo vice de Douglas Mawson, Capitão John King Davis, por £6 000 para sua Expedição Antártica Australasiana. Em 2 de dezembro de 1911, Aurora partiu de Hobart, Austrália para a Ilha Macquarie, onde uma estação de retransmissão de rádio foi estabelecida. Deixou a ilha em 25 de dezembro, chegando ao Cabo Denison em 8 de janeiro de 1912, onde a base principal foi construída. Partiu em 19 de janeiro, dirigindo-se para oeste para encontrar um local para a base ocidental, que foi finalmente localizada no que agora é conhecido como Terra da Rainha Maria, em 1º de fevereiro de 1912. Após o grupo ocidental ter sido estabelecido na plataforma de gelo estável, Aurora partiu em 20 de fevereiro, chegando a Hobart em 12 de março.
Em dezembro de 1912, Aurora retornou ao Cabo Denison para descobrir que a expedição de trenó de Mawson, Xavier Mertz e Belgrave Edward Sutton Ninnis estava atrasada. Davis teve que pegar o grupo na base ocidental e arriscava o navio ficar preso no gelo durante o inverno se deixasse para muito tarde. Ele esperou até 8 de fevereiro, mas logo após partir, recebeu uma mensagem sem fio pedindo para voltar, pois Mawson havia chegado à base. Ele virou Aurora mas o mau tempo impediu que o barco de desembarque fosse colocado em terra, então, na noite de 9 de fevereiro, Davis decidiu que deveria navegar para oeste para buscar o grupo da base ocidental. Aurora chegou à base ocidental em 23 de fevereiro, carregou rapidamente e seguiu para o norte, chegando a Hobart em 15 de março.

Nos meses subsequentes, Davis levantou extensos fundos de resgate e mandou reformar Aurora. Partindo de Hobart em 15 de novembro de 1913, Aurora coletou o grupo da estação de retransmissão de rádio sob George Ainsworth na Ilha Macquarie, e navegou para pegar o grupo de socorro no Cabo Denison. Chegou à Baía Commonwealth em 3 de dezembro de 1913 e partiu em 25 de dezembro. Após uma extensa exploração costeira e trabalho oceanográfico, chegou de volta à Austrália em Port Adelaide em 26 de fevereiro de 1914.

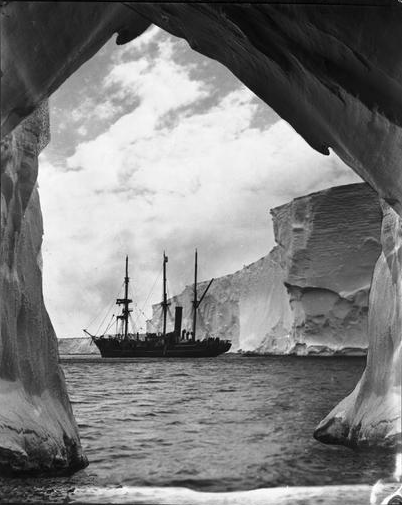
Uma imagem do Aurora visto de uma caverna numa parede da plataforma de gelo do Glaciar Mertz, Baía Commonwealth, Terra de Adelie (Expedição da Australásia na Antártica), dezembro de 1913. Fotografia de Frank Hurley. Da Biblioteca Nacional da Austrália ID No. nla.pic-an23478533.

## Expedição Trans-Antártica Imperial
Em 1914, Sir Ernest Shackleton incumbiu Aurora de ajudar a estabelecer depósitos de suprimentos ao longo da rota para sua Expedição Trans-Antártica Imperial. Após ser atrasado pelo gelo marinho no Estreito McMurdo em janeiro de 1915, Aurora conseguiu seguir mais ao sul e enviou equipes para estabelecer os depósitos. Finalmente chegou à Baía Discovery em 12 de março de 1915, onde ancorou e continuou a descarregar suprimentos. Em maio, Aurora ficou preso no gelo e foi levado para o mar, deixando isolados os homens que estavam estabelecendo os depósitos. Permaneceu preso no gelo pela maior parte de um ano, derivando cerca de 1600 milhas náuticas. Só em 12 de fevereiro de 1916 o navio escapou do gelo, chegando de volta a Dunedin, Nova Zelândia em 3 de abril.

### Resgate do Grupo do Mar de Ross de 1917
Os governos australiano, neozelandês e britânico concordaram em financiar a reforma de Aurora para o resgate do Grupo do Mar de Ross. Um Comitê Consultivo foi estabelecido em Melbourne, composto pelo Contra-Almirante Sir William Cresswell, Professor Sir Orme Masson, Capitão J.R. Barter, Comandante John Stevenson e Dr Griffith Taylor.
Os fundos da expedição de Shackleton estavam totalmente esgotados. Após sua provação lendária no Endurance no setor do Mar de Weddell, Shackleton chegou à Nova Zelândia em dezembro de 1916. Os três governos envolvidos eram categóricos de que ele não lideraria a expedição de resgate e por insistência deles John King Davis foi nomeado para capitanear Aurora. Após negociação, Shackleton navegou a bordo de Aurora, mas o Capitão Davis tinha autoridade total na viagem. Em 10 de janeiro de 1917, o navio se posicionou ao lado do gelo junto ao Cabo Royds e abriu caminho até o Cabo Evans. Uma semana depois, os sete sobreviventes dos dez membros originais do Grupo do Mar de Ross estavam a caminho de volta para Wellington, Nova Zelândia a bordo de Aurora.

## Destino
Aurora foi visto pela última vez em 1917, quando partiu de Newcastle, Nova Gales do Sul, com destino a Iquique, Chile com uma carga de carvão. O Lloyd's de Londres declarou o navio como desaparecido em 2 de janeiro de 1918; acreditava-se que foi uma vítima da Primeira Guerra Mundial, possivelmente afundado por uma mina colocada pelo corsário alemão Wolf. Um dos colete salva-vidas de Aurora foi recuperado do Mar da Tasmânia entre Sydney e Brisbane seis meses após seu desaparecimento.

## Mensagem na garrafa
Em 1927, um G. Bressington estava caminhando pela praia perto de Tuggerah, Nova Gales do Sul e notou uma garrafa de vinho velha parcialmente enterrada na areia. Ao examinar a garrafa, ele viu uma gravura da imagem de um navio e do outro lado a seguinte mensagem: "Dia do Meio do Inverno, 1912, Geleira Shackleton, Antártica. 'Frank Wild, A. L. Kennedy, S. Evan Jones, C. Arch. Hoadley, Charles T. Harrisson, George Dovers, A. L. Watson e Morton H. Moyes".
A história da garrafa é que foi uma das três dadas a Sir Douglas Mawson quando sua expedição deixou a Inglaterra em 1911. As garrafas foram dadas pelo Sr. J. T. Buchanan, que as tinha sobrado da expedição Challenger e desejava que o grupo as bebesse no Dia do Explorador. Mawson passou uma garrafa para Frank Wild, que liderou o Grupo da Base Ocidental enquanto Aurora estava sob o comando de John King Davis. Quando o vinho foi bebido no dia, o artista do grupo Harrisson gravou uma imagem de Aurora de um lado e os nomes do grupo do outro. Acredita-se que a garrafa ainda estava a bordo de Aurora quando deixou Newcastle em 1917.

## Homenagens
Várias características antárticas são nomeadas em homenagem a Aurora. Estas incluem:
- Geleira Aurora
- Alturas Aurora
- Pico Aurora
- Bacia Subglacial Aurora
- Monte Aurora

## Capitães
Esta é uma lista parcial de capitães de Aurora:
- Alexander Fairweather (1880–1882) [10]
- James Fairweather (1883–1888)
- Jackman (c. 1895)
- John King Davis (1911–1914, 1916–17)
- Tenente Æneas Mackintosh R.N.R. (1914)
- J R Stenhouse (1914–1916)